# Quiet Riot
Quiet Riot est un groupe américain de heavy metal, originaire de Los Angeles, en Californie. Le groupe est fondé en 1973, par le guitariste Randy Rhoads et le bassiste Kelly Garni, initialement sous le nom de Mach 1. Ils changent ensuite pour Little Women, avant de se renommer définitivement Quiet Riot en mai 1975. Le nom du groupe s'inspire d'une conversation avec Rick Parfitt du groupe Status Quo, durant laquelle Parfitt expliquait souhaiter avoir un groupe du nom de Quite Right ; cependant, avec son accent britannique, le nom a été confondu avec Quiet Riot.
La formation originale se compose de Rhoads et Garni, avec Kevin DuBrow au chant, et Drew Forsyth à la batterie. Malgré de nombreux changements dans le line-up et de brèves séparations, Quiet Riot continue d'enregistrer et de participer à des tournées jusqu'au décès de DuBrow à la suite d'une overdose de cocaïne en 2007. Banali refait vivre le groupe en 2010. Un nouvel album studio, intitulé Road Rage, est annoncé pour l'été 2017.

## Historique

### Débuts (1973–1983)
Le groupe est formé par Randy Rhoads et Kelly Garni sous le nom de Mach 1 puis Little Women. Après de nombreux et classiques changements de musiciens, le groupe se stabilise en 1975 avec Kevin DuBrow et Drew Forsythe et se rebaptise Quiet Riot. Souvent considéré à la fin des années 1970 comme un des plus sérieux concurrents de Van Halen, le groupe obtient un contrat d'enregistrement avec Sony mais ses deux premiers albums ne sont distribués qu'au Japon. Les quatre membres enregistrent leur premier album, Quiet Riot, ou QR I, en 1977 et l'a sorti le 2 mars 1978. Le chanteur Kevin DuBrow et le bassiste Kelly Garni ne s'entendaient pas. Selon Garni, « J'étais souvent invité à le virer du groupe et d'engager un autre chanteur. Je le détestais, il me détestait et on ne pouvait pas faire autrement ce qui menait à pas mal de tension dans le groupe, et Randy tentait de rester neutre ». Leur second album, Quiet Riot II, ou QR II, est enregistré au studio The Record Plant, et paru au Japon en 1978. L'enregistrement achevé, Garni quitte le groupe (bien que le remplaçant de Garni, Rudy Sarzo, soit crédité dans QR II, il rejoint le groupe après l'enregistrement de l'album). DuBrow explique que cette période était très frustrante pour le groupe.
En 1979, Rhoads passe une audition pour le groupe d'Ozzy Osbourne sous les recommandations du futur bassiste de Slaughter, Dana Strum. Osbourne lui-même a demandé à Rhoads d'auditionner. Selon DuBrow, le départ de Rhoads de Quiet Riot « n'a pas envoyé le groupe à la dérive, il l'a achevé. » Lui et Forsyth continuent à auditionner avec le guitariste Greg Leon,,. Quiet Riot se sépare en 1980. Pendant cette période (1980–1982), Kevin DuBrow forme son groupe appelé DuBrow. En 1982, le guitariste Carlos Cavazo et le batteur Frankie Banali sont également recrutés par DuBrow.

### Metal Health(1982–1984)
Le décès tragique de Randy Rhoads lors d'un crash d'avion va donner à Kevin DuBrow l'occasion de relancer la carrière de son groupe. Peut-être pour de basses raisons mercantiles liées à l'exploitation commerciale du décès de Rhoads, DuBrow obtient un contrat d'enregistrement fin 1982 avec Pasha/CBS, se rebaptise dans la foulée Quiet Riot, et publie en mars 1983 l'album Metal Health, jugé si pauvre en hit-singles potentiels par son producteur Spencer Proffer[réf. nécessaire], que le groupe doit reprendre Cum on Feel the Noize, vieux hit-single publié par Slade en 1973. Le single atteint la cinquième place du Billboard Hot 100 en novembre 1983, et en est le premier titre heavy metal à atteindre le top 5. Le succès du titre aide Metal Health à grimper en tête du classement Billboard. En 2011, l'album recense plus de six millions d'exemplaires vendus aux États-Unis.
Cette accession au sommet marque le début d'une ère nouvelle de domination commerciale et culturelle sur toute l'Amérique du Nord pour toute une génération de groupes de glam metal que la presse baptisera hair metal, génération dont les principaux groupes après Quiet Riot, seront Bon Jovi puis Guns N'Roses. La vague hair metal ne retombera qu'à l'automne 1991 avec l'apparition du phénomène grunge.

### Premier retour (1990–2003)

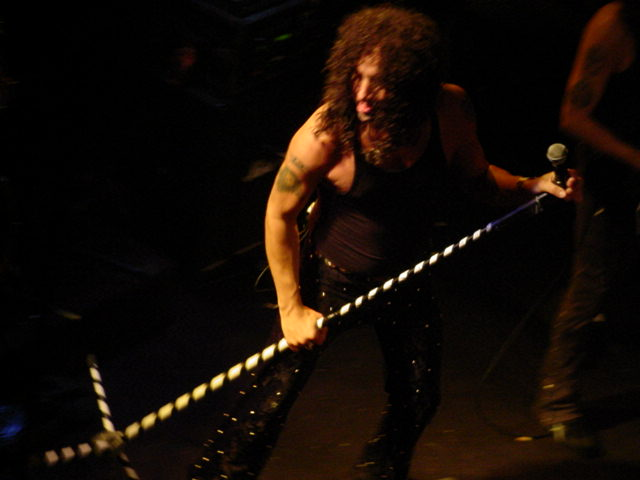
DuBrow sur scène.

Après avoir obtenu les droits du groupe, DuBrow s'allie au guitariste Sean Manning, au bassiste Kenny Hillery, et au batteur Pat Ashby pour reformer Quiet Riot. Avec l'usage initial du nom Little Women en tournée pour éviter toute publicité, DuBrow et Manning recensent plusieurs chansons pour en faire un nouvel album, plus tard intitulé Terrified. Au début des années 1990, DuBrow fait paraître The Randy Rhoads Years, une compilation composée de pistes remixées de Quiet Riot. Le groupe fait paraître l'album Down to the Bone en 1995, et Greatest Hits en 1996. Greatest Hits se compose de pistes des années CBS, dont trois qui sont issues de leur album paru en 1988 avec Shortino. L'ancien bassiste Kenny Hillery, qui quitte le groupe en 1994, se suicide le 5 juin 1996.
Rudy Sarzo se joint une nouvelle fois au groupe en 1997, reformant ainsi le line-up de l'époque Metal Health. Cette année là, DuBrow fera les gros titres de la presse nationale, après avoir passé une nuit en prison, à la suite de la plainte d'une fan clamant avoir été blessée lors d'un concert du groupe, quelques années auparavant. En 1999, le groupe fait paraître l'album Alive and Well. Le même line-up fait paraître l'album Guilty Pleasures en 2001. En septembre 2002, le groupe s'associe avec le réalisateur Jack Edward Sawyers pour une vidéo concert au Key Club de Los Angeles. Le DVD live, Live in the 21st Century est commercialisé le 11 novembre 2003. Quiet Riot se sépare une nouvelle fois en novembre 2003.

### Deuxième retour et décès de DuBrow (2004–2007)

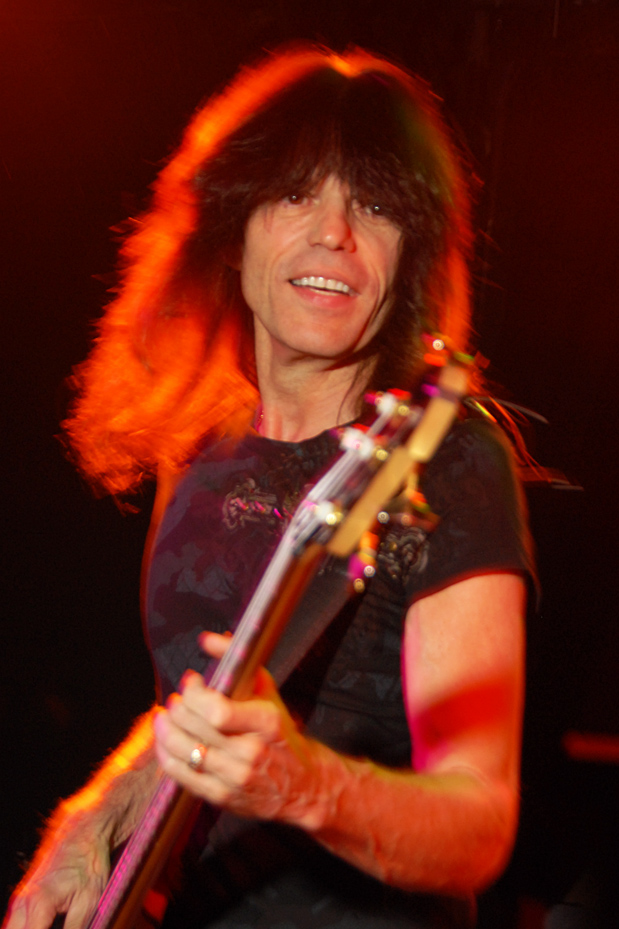
Rudy Sarzo en 2009.

Kevin DuBrow fait paraître son premier album solo, In for the Kill, en mai 2004, suivi d'une annonce pour la reformation de Quiet Riot en octobre 2004. Le line-up de reformation se compose de Kevin DuBrow, Frankie Banali, Chuck Wright, et du nouveau guitariste Alex Grossi. Le groupe participe en 2005 au Rock Never Stops Tour aux côtés de Cinderella, Ratt, et FireHouse. En décembre 2005, le guitariste Tracii Guns de L.A. Guns se joint brièvement à Quiet Riot. Guns quitte le groupe moins d'un mois après à la suite de divergences musicales,.
Wright et Grossi quittent le groupe au début de 2006. À cette période Quiet Riot engagent de nouveaux guitaristes, Billy Morris et Neil Citron, et les bassistes Sean McNabb et Wayne Carver. En 2006, Quiet Riot se lance dans l'enregistrement d'un nouvel album studio prévu pour 2006 ou 2007. L'ancien bassiste des groupes The Firm et Blue Murder Tony Franklin y participe en studio. Quiet Riot fait paraître l'album Rehab le 3 octobre 2006 ; avec un line-up composé de DuBrow, Banali, Franklin, et Neil Citron. L'ancien bassiste et chanteur de Deep Purple, Glenn Hughes y fait une brève apparition vocale dans l'album. En 2007, Quiet Riot passe sur ESPN Radio.
Le 25 novembre 2007, Kevin DuBrow est retrouvé mort dans son appartement à Las Vegas. Frankie Banali confirme son décès dans un e-mail envoyé à Metal Circus.
Le 10 décembre 2007, les médias confirment son décès à la suite d'une overdose de cocaïne. Le 14 janvier 2008, Banali poste un message de deuil sur le site officiel du groupe.

### Troisième retour (2010–2012)
Banali annonce une nouvelle version de Quiet Riot en septembre 2010 avec lui-même à la batterie, Chuck Wright à la basse, Alex Grossi à la guitare, et le nouvel arrivant Mark Huff (ancien membres de 5150) au chant. En juillet 2011, ce lineup participe à une tournée en Allemagne aux côtés de Slayer et Accept.
Le 12 janvier 2012, tandis que Huff est bloc opératoire pour une opération cérébrale, Quiet Riot annonce sa séparation avec Huff, et le remplace par Keith St. John (ancien membre de Montrose). Huff découvre son renvoi sur Internet. En mars 2012, Banali engage le chanteur Scott Vokoun comme le troisième chez Quiet Riot en un an et demi.
Le bassiste original et membre fondateur du groupe, Kelly Garni, fait paraître son autobiographie en octobre 2012. L'ouvrage parle de ses débuts avec Quiet Riot, et donne des détails concernant sa relation avec Randy Rhoads. En novembre 2013, Scott Vokoun se sépare d'un commun accord avec Quiet Riot, et est remplacé par le chanteur de Love/Hate Jizzy Pearl, qui joue son premier concert le 31 décembre la même année à Flagstaff, dans l'Arizona. Le groupe annonce un nouvel album pour 2014,. Un documentaire sur le groupe, intitulé Well Now You’re Here, There’s No Way Back, réalisé et produit par la fiancée de Banali, Regina Russell, est terminé en décembre 2013. Il est diffusé pour la première fois au Newport Beach Film Festival le 29 avril 2014.

### 10etRoad Rage(depuis 2014)
Le 27 juin 2014, le groupe fait paraître un nouvel album intitulé 10. 
Jizzy Pearl quitte le groupe à la fin 2016 pour se consacrer à sa carrière solo, et est remplacé par Seann Nicols d'Adler,. Le 13 février 2017, le groupe annonce un nouvel album,  album Road Rage, pour le 21 avril. Cependant, en mars, le groupe annonce le départ de Nicols et son remplacement par James Durbin. Le groupe annonce alors que leur album Road Rage est repoussé jusqu'à l'été 2017. L'album sort finalement le 4 août 2017.

## Membres

### Membres actuels
- Chuck Wright – basse, chœurs (1985–1987, 1994–1997, 2004–2006, 2006-2007, depuis 2010)
- Alex Grossi – guitare, chœurs (2004–2006, 2006-2007, depuis 2010)
- James Durbin – chant (depuis 2017)
- Johnny Kelly - batterie (depuis 2020)

### Anciens membres
- Frankie Banali (†) – batterie, percussions (1982–1989, 1993–2003, 2004–2007, depuis 2010; décédé en 2020)
- Kevin DuBrow (†) - chant (1975–1980, 1982-1987, 1990–2003, 2004–2007 ; décédé en 2007)
- Paul Shortino – chant (1987–1989)
- Mark Huff – chant (2010-2012)
- Keith St. John – chant (2012)
- Scott Vokoun – chant (2012–2013)
- Jizzy Pearl – chant (2013-2016)
- Seann Nicols – chant (2016-2017)
- Randy Rhoads (†) – guitare (1975–1979 ; décédé en 1982)
- Greg Leon – guitare (1979-1980)
- Carlos Cavazo – guitare (1982–1989, 1990–2003)
- Tracii Guns – guitare (2005)
- Billy Morris – guitare (2006)
- Neil Citron – guitare (2006-2007)
- Kelly Garni – basse (1975–1978)
- Rudy Sarzo – basse (1978–1980, 1982–1985, 1997–2003)
- Sean McNabb– basse (1987–1989, 2006)
- Kenny Hillery (†) – basse (1990–1994 ; décédé en 1996)
- Wayne Carver – basse (2006)
- Tony Franklin – basse (2006-2007)
- Drew Forsyth – batterie (1975–1980)
- Pat Ashby – batterie (1990-1991)
- Bobby Rondinelli – batterie (1991–1993)

### Membres de tournée
- John Purdell – claviers (1986)

## Discographie

### Albums studio
- 1978 : Quiet Riot
- 1978 : Quiet Riot II
- 1983 : Metal Health
- 1984 : Condition Critical
- 1986 : QRIII
- 1988 : Quiet Riot IV
- 1993 : Terrified
- 1995 : Down to the Bone (album de Quiet Riot)
- 1999 : Alive and Well
- 2001 : Guilty Pleasures
- 2006 : Rehab
- 2014 : 10
- 2017 : Road Rage
- 2019 : Hollywood Cowboys

### Albums live
- 1983 : Live Riot
- 2007 : Extended Versions

### Compilations
- 1989 : The Best of
- 1990 : Winners Take All
- 1993 : The Randy Rhoads Years
- 1996 : Greatest Hits
- 1999 : Super Hits
- 2000 : The Collection
- 2004 : Collection
- 2005 : Live & Rare Volume 1
- 2005 : New and Improved
- 2008 : Playlist: The Very Best of Quiet Riot

### Jeux vidéo
- Cum on Feel The Noise figure dans le soundtrack de Grand Theft Auto: Vice City (VRock)
- Metal Health (Bang your Head) est repris dans Guitar Hero: Rocks the 80s et dans le soundtrack de GTA Vice City Stories (VRock).
- The Wild and the Young est présent dans le jeu Brütal Legend.